# Homework (Daft Punk)
Homework è il primo album in studio del gruppo musicale francese Daft Punk, pubblicato il 20 gennaio 1997 dalla Virgin Records.
Il successo avuto dall'album ha portato l'attenzione del pubblico al genere french house. Secondo la rivista The Village Voice l'album volle rivivere la musica house partendo dallo stile eurodance. Il duo produsse i brani senza l'intenzione di comporre un album. Dopo aver lavorato a diversi singoli in cinque mesi, considerarono il materiale sufficiente per un album.
Homework entrò in classifica in 14 Paesi differenti, piazzandosi terzo in Francia e ottavo nel Regno Unito, grazie al successo dei primi due singoli Da Funk e Around the World. Fino a febbraio 2001, l'album vendette più di 2 milioni di copie in tutto il mondo, ricevendo numerose certificazioni.

## Storia
I Daft Punk avevano composto la serie di brani senza l'idea di pubblicarli su un album. Come Thomas Bangalter ha dichiarato: 
 Il duo successivamente ha impostato l'ordine delle tracce in modo tale da occupare quattro lati di due LP in vinile. Come dichiarato da Guy-Manuel de Homem-Christo: 

## Tracce
Musiche di Daft Punk.
1. Daftendirekt – 2:44
2. WDPK 83.7 FM – 0:28
3. Revolution 909 – 5:26
4. Da Funk – 5:28
5. Phœnix – 4:55
6. Fresh – 4:03
7. Around the World – 7:07
8. Rollin' & Scratchin' – 7:26
9. Teachers – 2:52
10. High Fidelity – 6:00
11. Rock'n Roll – 7:32
12. Oh Yeah – 2:00
13. Burnin' – 6:53
14. Indo Silver Club – 4:32
15. Alive – 5:15
16. Funk Ad – 0:50

## Classifiche
| Classifica (1997-2022)         | Posizione massima |
| ------------------------------ | ----------------- |
| Australia                      | 37                |
| Austria                        | 34                |
| Belgio (Fiandre)               | 7                 |
| Belgio (Vallonia)              | 9                 |
| Canada                         | 15                |
| Croazia                        | 21                |
| Finlandia                      | 34                |
| Francia                        | 3                 |
| Germania                       | 44                |
| Italia                         | 68                |
| Norvegia                       | 40                |
| Nuova Zelanda                  | 8                 |
| Paesi Bassi                    | 25                |
| Regno Unito                    | 8                 |
| Stati Uniti                    | 150               |
| Stati Uniti (dance/electronic) | 9                 |
| Svezia                         | 16                |
| Svizzera                       | 33                |